# Xã Canteen, Quận St. Clair, Illinois
Xã Canteen (tiếng Anh: Canteen Township) là một xã thuộc quận St. Clair, tiểu bang Illinois, Hoa Kỳ. Năm 2010, dân số của xã này là 10.263 người.